# Panter Bélico
 Arturo González  (8 de julio de 2002), conocido como Panter Bélico, es un cantante mexico-estadounidense de música regional mexicana. De 2020 a 2023, fue el vocalista principal y acordeonista de Grupo Arriesgado. Desde entonces, ha tenido una carrera como solista.

## Biografía
González nació el 8 de julio de 2002, en Estados Unidos y en su niñez vivió en un rancho de Sinaloa.
Actualmente ejerce su carrera musical como solista. Es expareja de la influencer Anahí Ríos, hija de El Komander. El apodo “Panter Bélico” se le fue otorgado en sus tiempos de la preparatoria. Como Arturo ha comentado en diferentes entrevistas, “Panter” fue el apodo que le pusieron sus compañeros debido a la vestimenta que Arturo portaba, ya que siempre estaba vestido de negro, el “Bélico” fue añadido por él mismo.

## Discografía

### Con Grupo Arriesgado

#### Álbumes de estudio
- 2021: El mes de las madres
- 2021: La birria
- 2021: Los tiempos de aguas
- 2022: Que las cuartitos no falten
- 2022: Enloquecido

#### Álbumes en vivo
- 2021: A la sombra de un árbol (en vivo)
- 2021: A la sombra de un árbol, vol. II (en vivo)
- 2021: Pisteando con mi tata, vol. 1 (en vivo)
- 2021: Puras de Servando ZL (en vivo)
- 2022: Jalando la bandona (en vivo)
- 2022: Puras de Servando ZL, vol. 2 (en vivo)
- 2022: Agarramos la jarra (en vivo)
- 2023: Desde La Palapa - EP

### Como solista
- 2023: Punto y aparte[2]
- 2023: De buena cepa
- 2024: El mexicano
- 2024: La amenizada en vivo desde El Carrizal
- 2024: Corazón errante